# شهرداری ملایر
شهرداری ملایر یک سازمان غیردولتی است که در سال ۱۳۱۰ راه‌اندازی شد و مسئولیت اداره شهر ملایر را بر عهده دارد. شهردار کنونی ملایر مجید فرجی است.
شهرداری ملایر دارای دو منطقه می‌باشد و ساختمان مرکزی شهرداری در خیابان شهدا این شهر قرار دارد.

## فهرست شهرداران
درالحکومه ملایر در زمان قاجار به سال ۱۲۲۴ بنا نهاده شد و شهرداری ملایر نیز در سال ۱۳۱۰ شروع به کار نموده‌است.
اسامی شهرداران ملایر از ابتدا تاکنون به شرح ذیل می‌باشد:
| ردیف | نام شهردار             | از تاریخ   | تا تاریخ   |
| ---- | ---------------------- | ---------- | ---------- |
| ۱    | میرزا تقی خان اکرامی   | ۱۰/۶/۱۳۱۰  | ۲۵/۱/۱۳۱۱  |
| ۲    | محمد جعفر خان قهری     | ۸/۴/۱۳۱۱   | ۲۵/۱۱/۱۳۱۳ |
| ۳    | علیرضا اردلان          | ۱/۱/۱۳۱۴   | ۱۲/۷/۱۳۱۶  |
| ۴    | مراد عضدی قاجار        | ۱۲/۷/۱۳۱۶  | ۱۸/۷/۱۳۱۹  |
| ۵    | بهروز کسمائی           | ۱/۸/۱۳۱۹   | ۲۸/۲/۱۳۲۱  |
| ۶    | علی آزاد               | ۷/۳/۱۳۲۱   | ۱۷/۱۰/۱۳۲۱ |
| ۷    | شکراله منوچهری         | ۱۹/۱۰/۱۳۲۱ | ۲۹/۱۱/۱۳۲۱ |
| ۸    | عبداله اشرفی           | ۱/۱۲/۱۳۲۱  | ۲۳/۴/۱۳۲۲  |
| ۹    | شکراله منوچهری         | ۵/۶/۱۳۲۲   | ۲۲/۴/۱۳۲۳  |
| ۱۰   | منوچهر سلطان سلیم      | ۷/۵/۱۳۲۳   | ۱۳/۵/۱۳۲۳  |
| ۱۱   | خطیبی                  | ۱۷/۸/۱۳۲۴  | ۴/۵/۱۳۲۵   |
| ۱۲   | غلام ملایری خدامرادپور | ۱۵/۶/۱۳۲۵  | ۸/۸/۱۳۲۸   |
| ۱۳   | جهادی                  | ۲۰/۹/۱۳۳۲  | ۸/۴/۱۳۳۳   |
| ۱۴   | علی‌اصغر قراگزلو        | ۲۷/۴/۱۳۳۳  | ۱۰/۳/۱۳۳۴  |
| ۱۵   | محمود اقلیمی           | ۱۳/۴/۱۳۳۴  | ۸/۱۱/۱۳۳۵  |
| ۱۶   | هادی نجارپور           | ۱۵/۷/۱۳۳۶  | ۲۰/۹/۱۳۳۷  |
| ۱۷   | لاهور پور              | ۱/۱/۱۳۳۸   | ۳۰/۵/۱۳۴۱  |
| ۱۸   | احمد وزیر              | ۱/۶/۱۳۴۱   | ۳۰/۱۰/۱۳۴۱ |
| ۱۹   | محمدتقی میمند          | ۱/۱۱/۱۳۴۱  | ۱۹/۳/۱۳۴۲  |
| ۲۰   | محمدتقی نوری           | ۱۵/۴/۱۳۴۲  | ۲۰/۳/۱۳۴۳  |
| ۲۱   | محمدتقی نبوی           | ۱/۸/۱۳۴۳   | ۲۹/۱۲/۱۳۴۴ |
| ۲۲   | عبدالحسین مثقالی       | ۱/۱/۱۳۴۵   | ۳/۷/۱۳۴۶   |
| ۲۳   | سید باقر رضوی          | ۱/۸/۱۳۴۶   | ۱/۱/۱۳۴۸   |
| ۲۴   | منصور مساح‌زاده         | ۱/۱/۱۳۴۸   | ۱/۴/۱۳۴۹   |
| ۲۵   | یوسف چوبک              | ۱/۴/۱۳۴۹   | ۱۵/۵/۱۳۵۱  |
| ۲۶   | پرویز شیرزادی          | ۱۵/۵/۱۳۵۱  | ۱/۱۱/۱۳۵۱  |
| ۲۷   | محمد نوری              | ۱/۱۱/۱۳۵۱  | ۵/۸/۱۳۵۵   |
| ۲۸   | جلیل غفاری             | ۱/۹/۱۳۵۵   | ۲۲/۱۱/۱۳۵۷ |
| ۲۹   | محمود ترابی            | ۱/۱/۱۳۵۸   | ۸/۶/۱۳۵۸   |
| ۳۰   | عربی                   | ۱۰/۶/۱۳۵۸  | ۲۹/۷/۱۳۵۸  |
| ۳۱   | سید کریم حسینی         | ۱/۸/۱۳۵۸   | ۳/۳/۱۳۵۹   |
| ۳۲   | محمدمهدی سپهری         | ۱۵/۷/۱۳۵۹  | ۱۹/۱۰/۱۳۵۹ |
| ۳۳   | ولی‌اله احمدی           | ۱۹/۱۰/۱۳۵۹ | ۱/۷/۱۳۶۱   |
| ۳۴   | ناصر بحرینی            | ۱/۷/۱۳۶۱   | ۲۹/۱۲/۱۳۶۳ |
| ۳۵   | محمد بهنامجو           | ۲/۴/۱۳۶۳   | ۱۵/۱۱/۱۳۶۵ |
| ۳۶   | علی مردان روحبخش       | ۱۵/۱۱/۱۳۶۵ | ۲/۱۰/۱۳۶۷  |
| ۳۷   | طاهر پیری              | ۱۲/۱۰/۱۳۶۷ | ۱۰/۷/۱۳۶۹  |
| ۳۸   | رمضانعلی باقری         | ۱۱/۷/۱۳۶۹  | ۱/۱/۱۳۷۴   |
| ۳۹   | علیرضا آشناگر          | ۱/۱/۱۳۷۴   | ۱/۱۱/۱۳۷۶  |
| ۴۰   | سید سعید شاهرخی        | ۱/۱۱/۱۳۷۶  | ۱/۳/۱۳۸۱   |
| ۴۱   | مهرداد نادری‌فر         | ۱/۴/۱۳۸۱   | ۱۷/۲/۱۳۸۲  |
| ۴۲   | نادر روستایی           | ۳۰/۵/۱۳۸۲  | ۹/۲/۱۳۸۶   |
| ۴۳   | علیرضا امامی           | ۷/۴/۱۳۸۶   | ۱۳۹۲       |
| ۴۴   | علیرضا رضایی           | ۱۰/۱۲/۱۳۹۲ | ۰۱/۰۶/۱۳۹۶ |
| ۴۵   | حسین بابایی            | ۱/۷/۱۳۹۶   | ۱۶/۷/۱۳۹۹  |
| ۴۶   | مجید فرجی              | ۱۶/۷/۱۳۹۹  | اکنون      |

## درجه
شهرداری ملایر دارای درجه ۹ می‌باشد. تعیین درجه شهرداری‌ها بر اساس سه شاخص «درآمد مستمر و خالص شهرداری»، «جمعیت شهر» و «موقعیت شهر از لحاظ تقسیمات کشوری» صورت می‌گیرد.